# Капелла Паолина

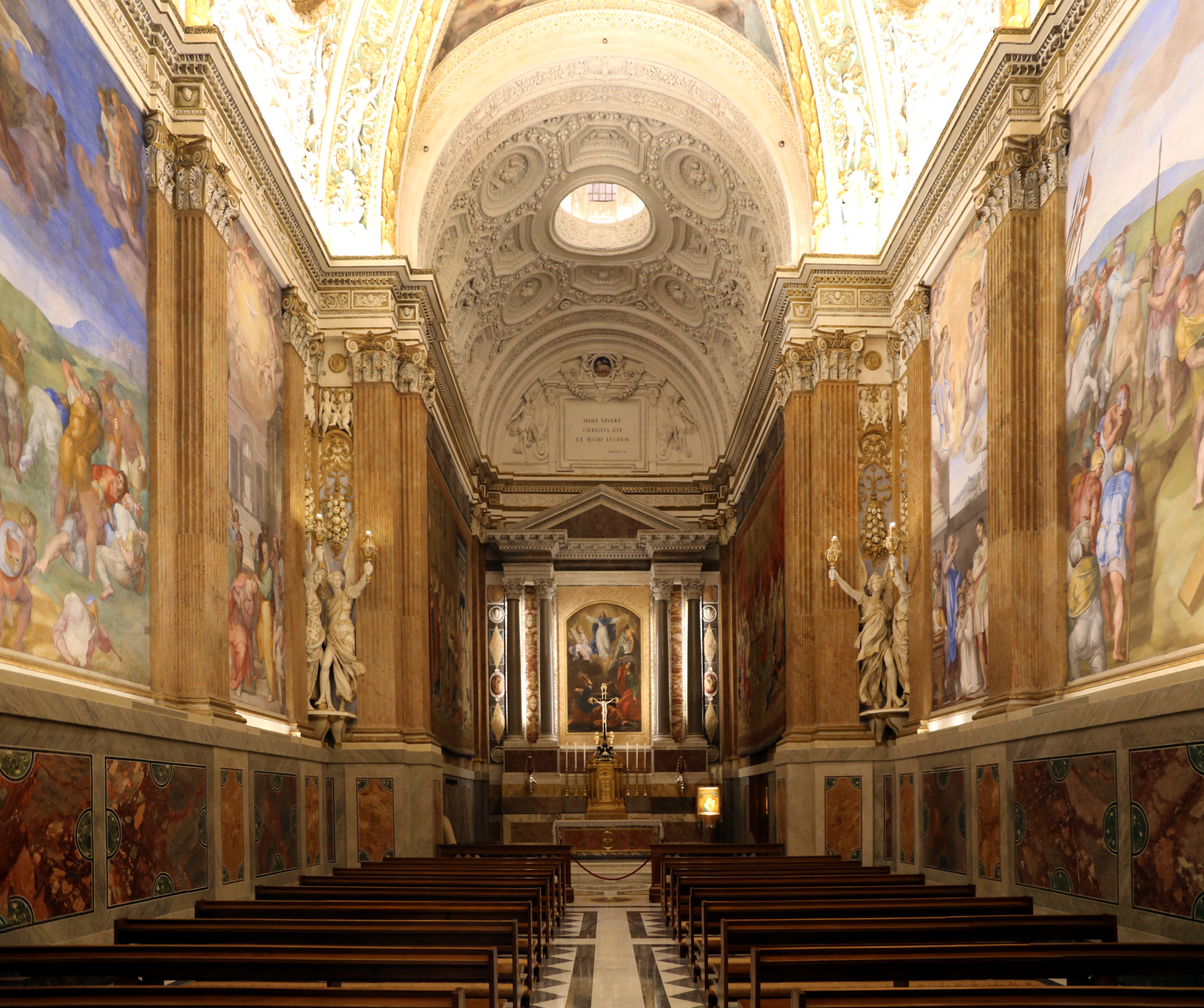
Капелла Паолина

Капелла Паолина, или Капелла Святых Петра и Павла (итал. La cappella dei Santi Pietro e Paolo, Сappella Paolina) — капелла в Апостольском дворце Ватикана, построенная в 1537 году. Названа «Паолиной» по имени папы римского Павла III. Капелла является частной молельней понтифика и закрыта для посещения. Соединяется с Царским залом (Sala Regia), Сикстинской капеллой и Царской лестницей (Scala Regia), которая служит главным входом в Апостольский дворец.

## История капеллы

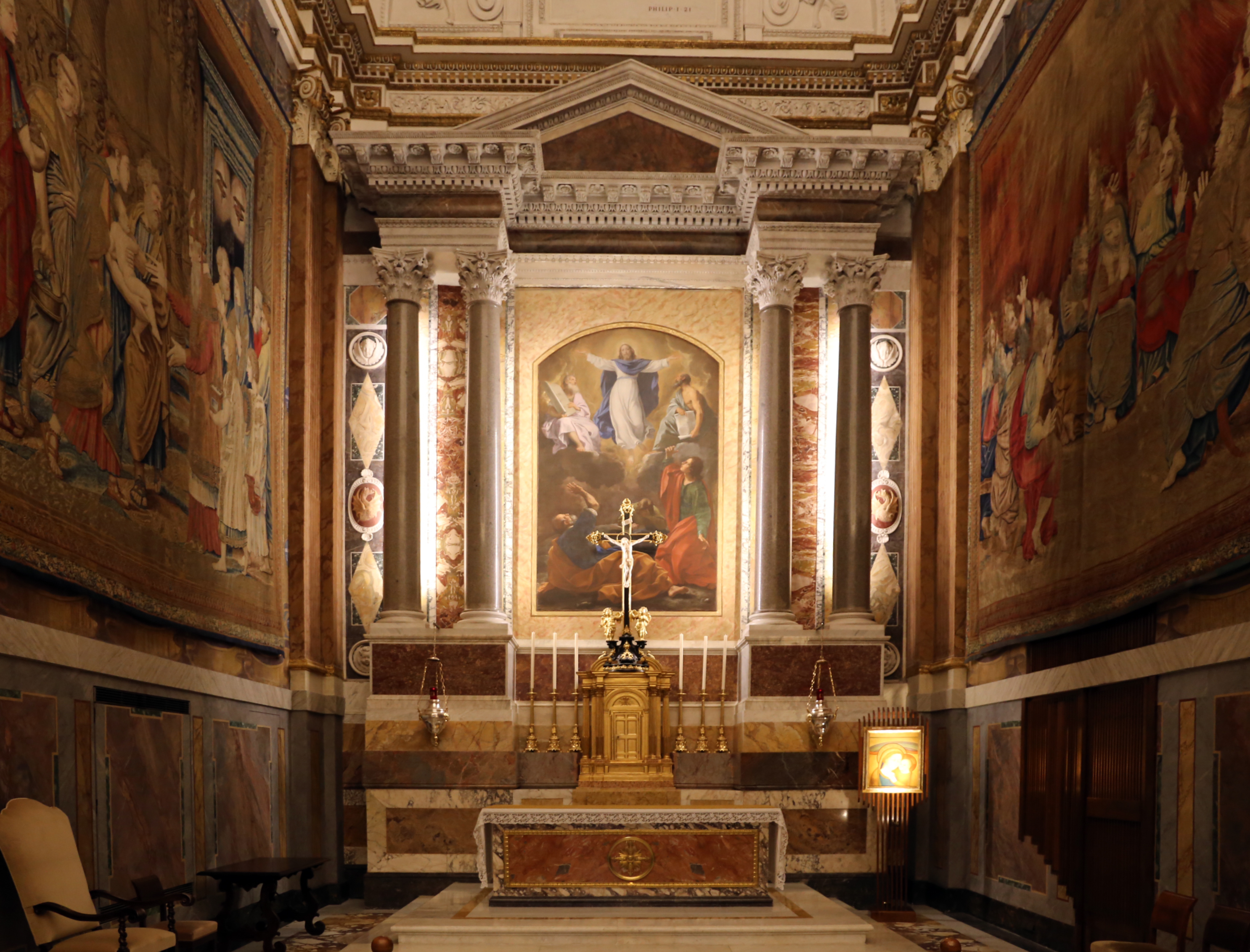
Капелла Паолина. Алтарь

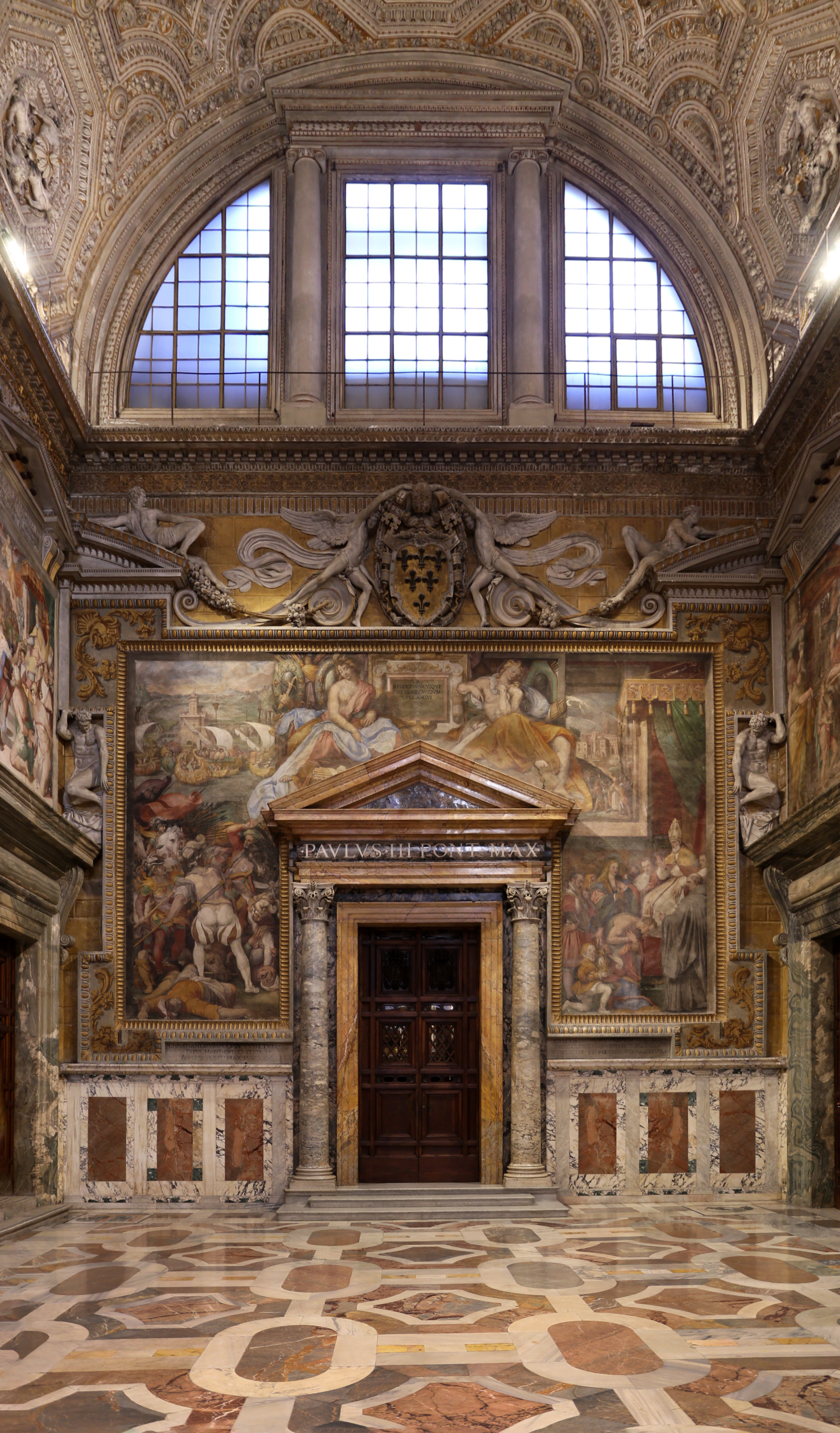
Царский зал (Sala Regia)

Проект капеллы создан архитектором Антонио да Сангалло Младшим по заказу папы Павла III. Она является «малой» ((лат. parva) в отличие от «большой», Сикстинской капеллы. Здесь было выставлено «Святое Таинство» (Santissimo Sacramento): киворий с Евхаристией, и до 1670 года помещение использовалось в период конклава для сбора обетов. Во время конклава от Капеллы Паолина начинается шествие кардиналов-избирателей в Сикстинскую капеллу, где после пения «Te Deum» («Тебя, Бога, хвалим») новоизбранный понтифик останавливается в личной молитве, прежде чем выйти на Лоджию благословения базилики Святого Петра.
Строительство капеллы началось в 1537 году и закончилось через три года. 25 января 1540 года капелла была торжественно освящена понтификом и посвящена святому апостолу Павлу.
Как только работа над фреской «Страшный суд» в Сикстинской капелле в 1541 году была завершена, Павел III поручил Микеланджело, которому было ко времени начала работ шестьдесят семь лет, украсить Капеллу Паолина фресками из истории первых апостолов. Художник работал медленно, насколько мог между недугами и препятствиями; в это же время он трудился над гробницей Юлия II. Микеланджело написал две фрески: первую с изображением Обращения Савла, выполненную между 1542 и 1545 годами; вторую с Распятием святого Петра между 1546 и 1550 годами. В 1549 году скончался папа Павел III. В том же году в капелле случился пожар.
Оформление капеллы завершалось с 1573 года во время понтификата Григория XIII под руководством Джорджо Вазари (он скончался в 1574 году) художниками Лоренцо Саббатини и Федерико Цуккаро, росписями, посвящёнными другим важным эпизодам жизни святых Петра и Павла. Тогда же на своде были подготовлены позолоченные и полихромные лепные украшения стукко. Сменявшие друг друга папы, в частности во времена Александра VIII (1690), а затем Бенедикта XIV (1741), вносили изменения, связанные с контрфасадной стеной и обустройством пресвитеральной зоны.
Важные реставрации и реконструкции осуществлялись в 1741 и в 1855—1856 годах. Последним значительным вмешательством были реставрационные работы при папе Павле VI в 1974 году в преддверии Юбилейного года Католической церкви (1975) под руководством Луиджи и Джованни Карбонара. В 2002 году началась важная реставрация капеллы, проведённая Лабораторией реставрации картин музеев Ватикана под руководством Маурицио Де Луки.

## Фрески Микеланджело
Фрески великого Микеланджело в Капелле Паолина созданы в кризисный, поздний период его творчества. Б. Р. Виппер посвятил этим фрескам развёрнутый стилевой анализ, он писал:

 Мы узнаём здесь особенности, которые были присущи уже ранним произведениям Микеланджело, — пренебрежение к конкретизации событий и равнодушие к окружению человека, к пейзажу. Только, может быть, эти черты выступают теперь с ещё большей резкостью. Микеланджело интересует не само определённое, конкретное событие прошлого и настоящего, а лишь его общечеловеческая значимость. Мы узнаём здесь прежние титанические масштабы и пропорции человеческих фигур, преувеличенный размах их движений и излишнюю напряжённость мускулов. Этих черт, пожалуй, больше в более раннем «Обращении Савла», чем в более позднем «Распятии Петра». Но и там и здесь они лишены подлинной мощи, могучей, чувственной силы, бьющей через край энергии образов, созданных Микеланджело в зрелые годы. Свойственные героям Микеланджело суровая энергия и бурная активность здесь как бы застыли, скованные враждебными человеку силами. Но самое главное — здесь нет той радости жизни и того творческого подъёма, которые одушевляют «Давида», образы «Битвы при Кашине» и Сикстинского потолка, «Моисея» и «Рабов». Гневный протест против насилия и несправедливости, «позора и преступленья» (слова самого Микеланджело), которым ещё насыщен «Страшный суд», превращается теперь в немой укор пригвождённого к кресту Петра и в трагическое просветление поверженного Павла. Следует отметить также, что колорит, столь полнозвучный в росписи потолка Сикстинской капеллы, во фресках Капеллы Паолина становится тусклым и монотонным 
Б. Р. Виппер отмечал также «чувство одиночества и трагической безысходности», и «всё большую отвлечённость образов», характерные для последних работ великого мастера. Выдающийся австрийский историк искусства М. Дворжак назвал фрески Капеллы Паолина «прощанием с живописью». Безусловно, в этих произведениях, как отмечал М. Дворжак, «присутствует симптом старческой слабости», особенно в «грязно-сером» колорите. Не случайно сам Микеланджело именно по окончании работ в Капелле Паолина заметил, что «фресковая живопись не для старых людей». Однако это не главное. По определению Дворжака:

 Последняя фреска Микеланджело… знаменует собой новый рубеж, новый решительный поворот в его творчестве… выразившемся в решительном отказе от идеалов его юности. На смену объективному, пребывающему вне человека содержанию, на смену наблюдениям над природой или идеализации природы приходит живописное воплощение субъективного художественного переживания, воспринимаемое как высший закон: отныне Микеланджело пытается изобразить не событие, каким оно было или каким оно может быть инсценировано им наиболее эффектно в художественном отношении, но ту ценность, к которой испытывает влечение его духовный мир 
Е. И. Ротенберг отмечал, что «и в той и другой фреске действие развёртывается на фоне сурового бесприютного ландшафта… Обе композиции сближает мрачный тон безысходного трагизма, в основе которого — несовместимость героя с чуждым и зловещим миром, его окружающим».
После фресок в Капелле Паолина Микеланджело не создал ни одного крупного произведения. О причинах своего душевного и художественного кризиса он написал сам в одном из последних сонетов:

Прервётся скоро дней моих теченье,
Челнок мой утлый ближе с каждым днём
К той гавани, где мы ответ даём
За добрые и скорбные свершенья.
Я знаю ныне, как воображенье,
Искусство сделав неким божеством,
Сжигает разум суетным огнём,
Рождая пагубные заблужденья.
Что мне теперь мечты любви земной,
Коль близость двух смертей мне всюду мнится.
К одной — готов, второй хочу бежать я.
Резец и кисть не принесут покой,
Когда душа к святой любви стремится,
Что на кресте раскрыла нам объятья

## Галерея: фрески капеллы

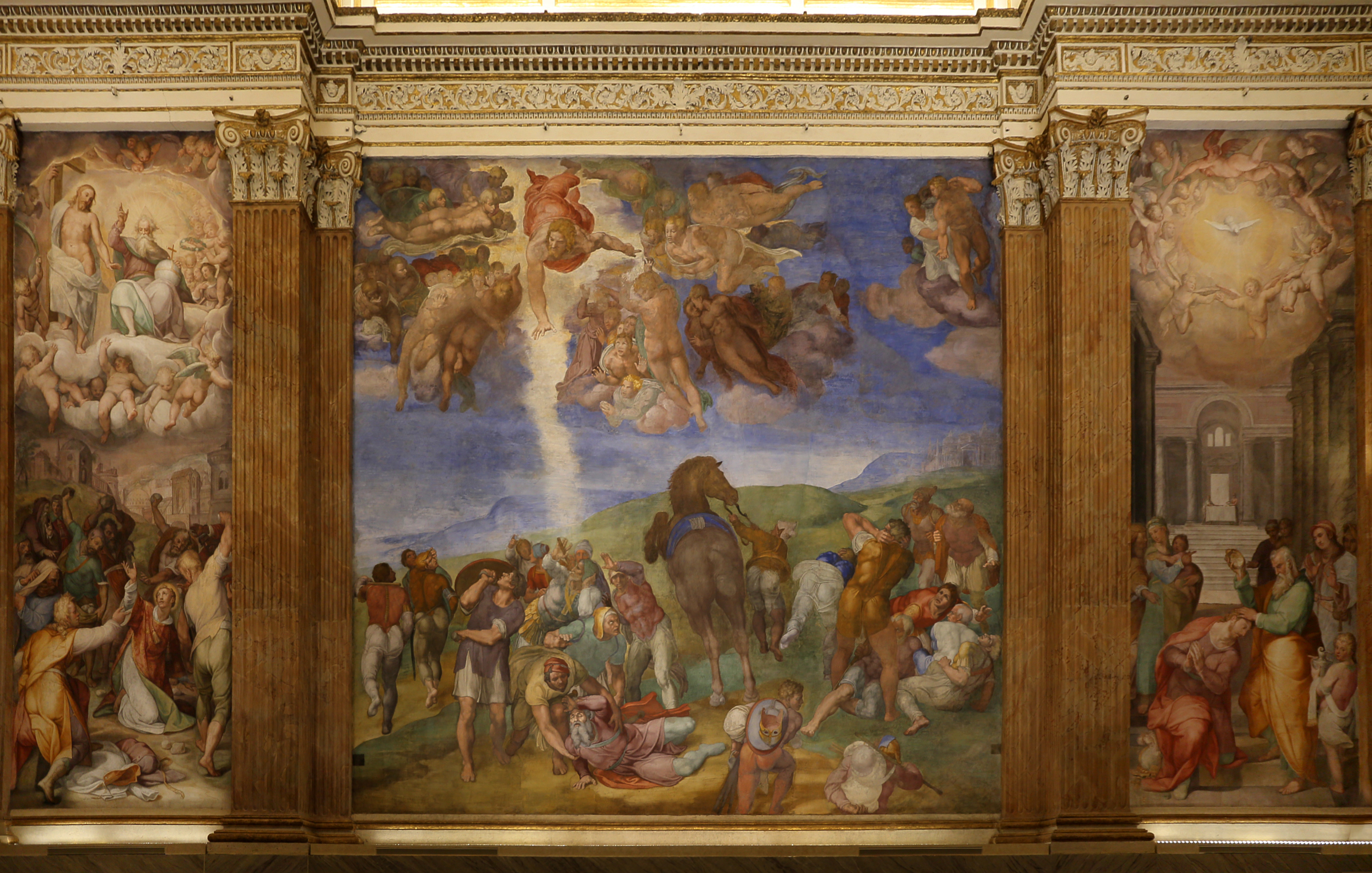
Микеланджело. Обращение Савла. 1542—1545
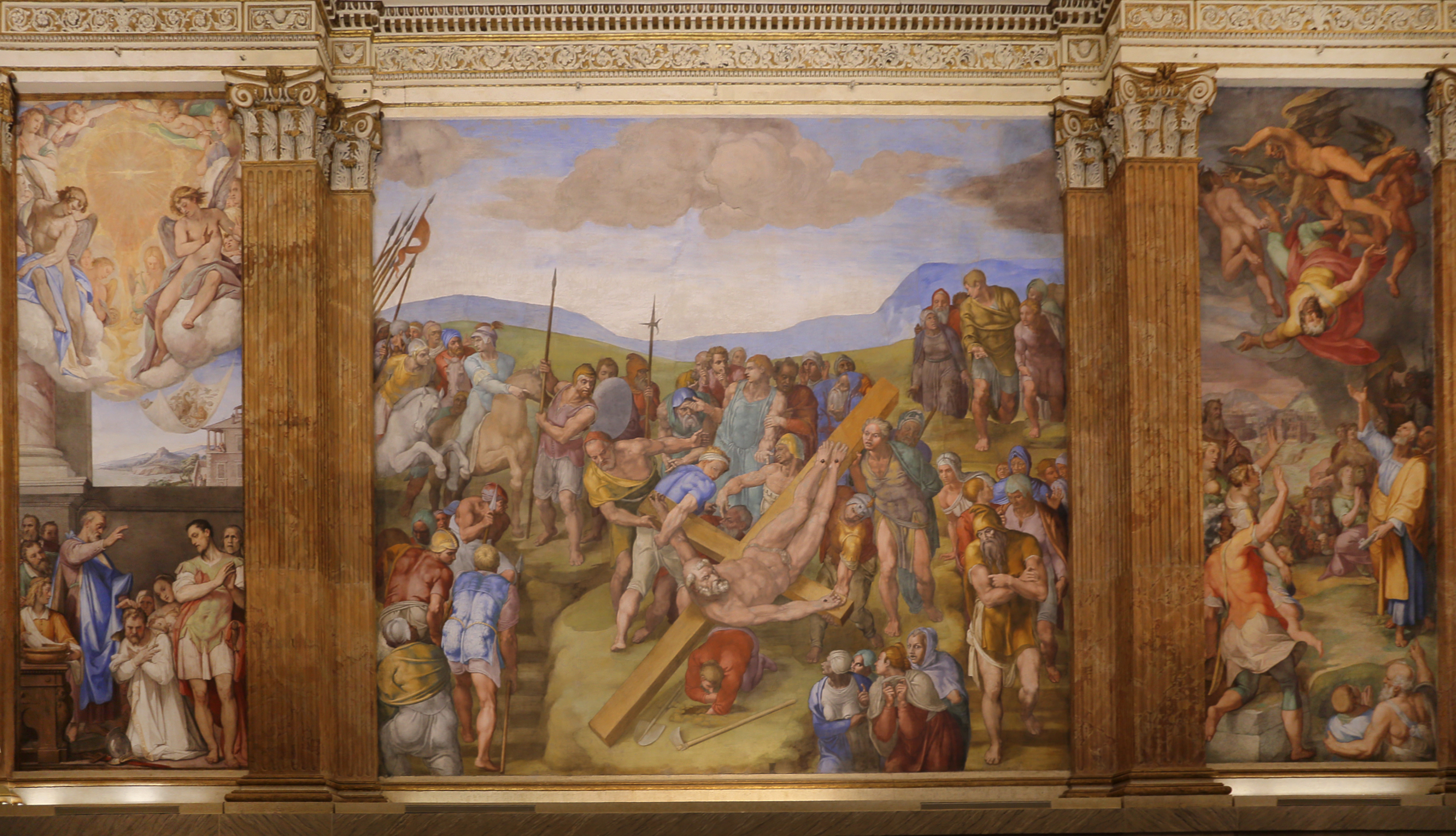
Mикеланджело. Распятие Святого Петра. 1546—1550
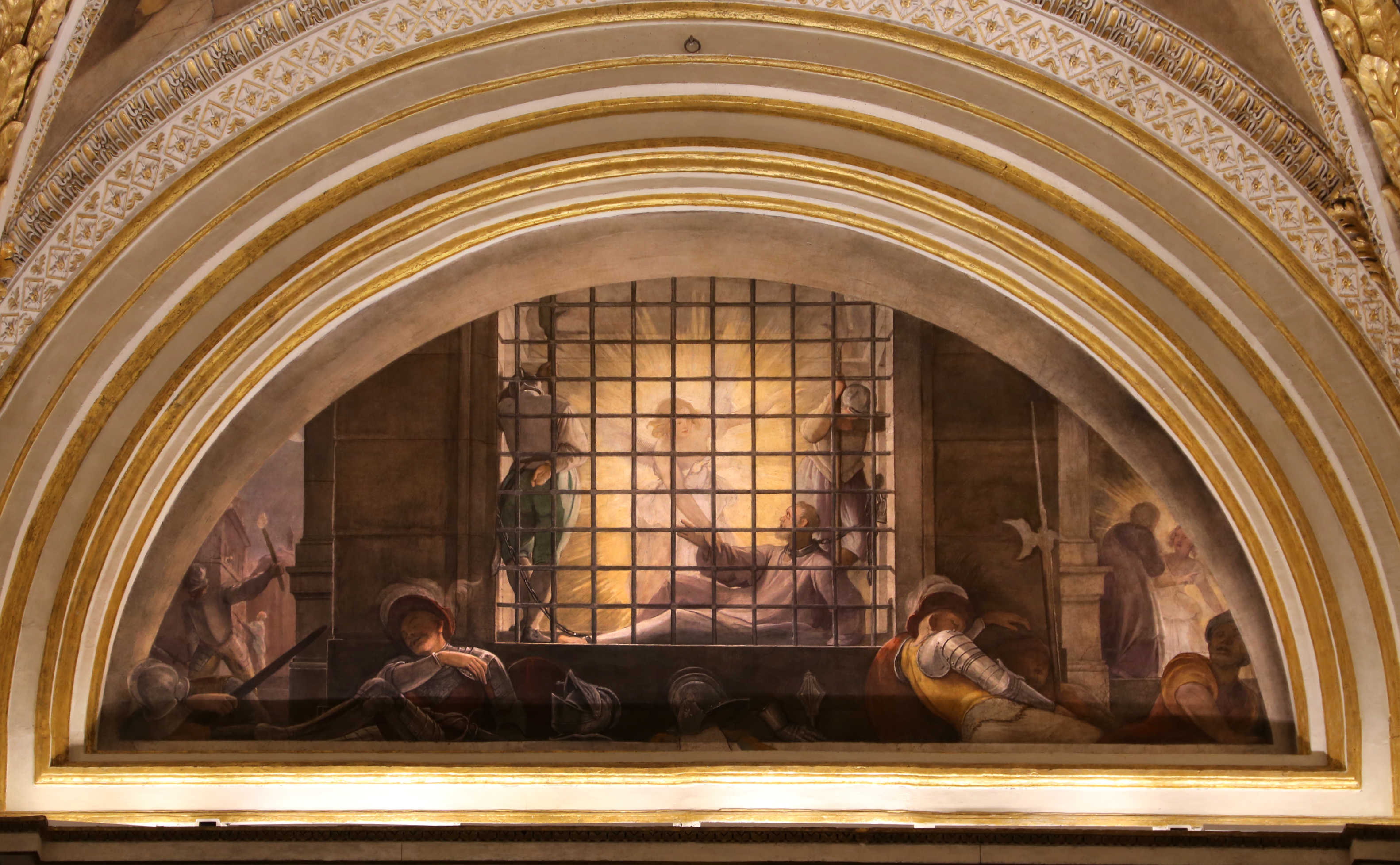
Ф. Цуккаро. Освобождение Святого Петра из темницы. Роспись люнета
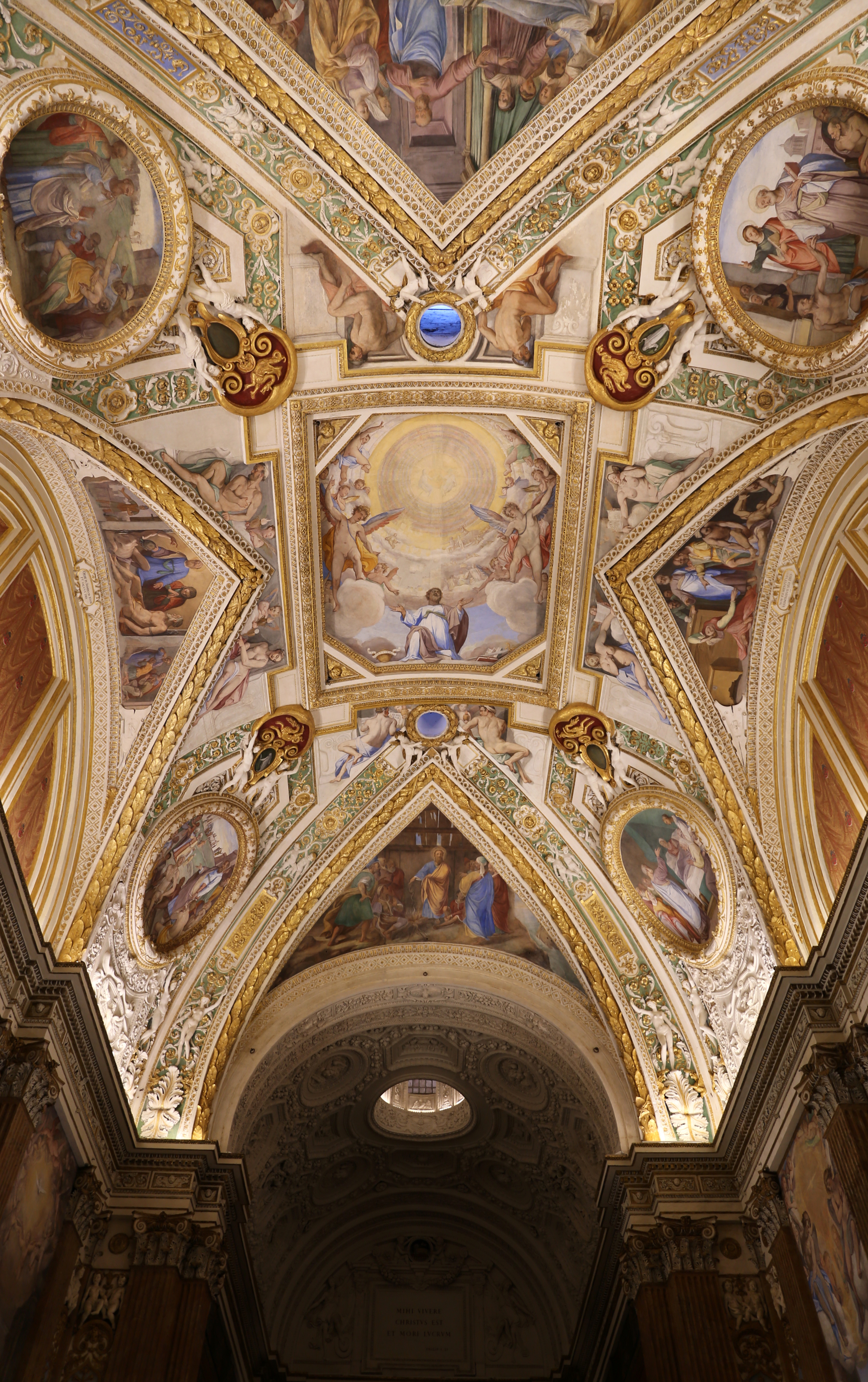
Роспись свода

## Другие капеллы Паолина в Риме
Существуют ещё две капеллы Паолина в Риме: одна в базилике Санта-Мария-Маджоре, другая в Квиринальском Дворце.